# Вербочки
Вербочки — хутор в Морозовском районе Ростовской области.
Входит в состав Вознесенского сельского поселения.

## Население
| 2010 |
| ---- |
| 506  |

## Улицы
| - ул. Восточная, - пер. Зелёный, - ул. Мира, | - ул. Молодёжная, - пер. Охотничий, - ул. Прудовая, | - ул. Садовая, - ул. Урожайная, - пер. Цветочный. |